# Caleb Ndiku
Caleb Mwangangi Ndiku, född 9 oktober 1992, är en kenyansk medel- och långdistanslöpare.
Ndiku tävlade för Kenya vid olympiska sommarspelen 2016 i Rio de Janeiro, där han blev utslagen i försöksheatet på 5 000 meter.